# Le Deuxième Souffle (1966)
Le Deuxième Souffle is een Franse misdaadfilm uit 1966 onder regie van Jean-Pierre Melville. De film werd destijds in Nederland uitgebracht onder de titel Tot de laatste gangster.

## Verhaal
Een crimineel ontsnapt uit de gevangenis. Hij wil een paar openstaande rekeningen vereffenen, voordat hij onderduikt in Italië. Uit geldnood moet hij een overval plegen. Bij zijn arrestatie weet een politieagent hem de naam van een medeplichtige te ontlokken. Zo krijgt hij in het misdaadmilieu de reputatie van een verklikker.

## Rolverdeling
| Acteur            | Personage            |
| ----------------- | -------------------- |
| Lino Ventura      | Gustave Minda        |
| Paul Meurisse     | Commissaris Blot     |
| Raymond Pellegrin | Paul Ricci           |
| Christine Fabréga | Simone               |
| Marcel Bozzuffi   | Jo Ricci             |
| Paul Frankeur     | Inspecteur Fardiano  |
| Denis Manuel      | Antoine Ripa         |
| Jean Négroni      | Man                  |
| Michel Constantin | Alban                |
| Pierre Zimmer     | Orloff               |
| Pierre Grasset    | Pascal               |
| Jacques Léonard   |                      |
| Raymond Loyer     | Jacques              |
| Régis Outin       |                      |
| Albert Michel     | Marcel le Stéphanois |